# Кусту, Гийом (младший)
Гийо́м Кусту́ Сын, или Гийом Кусту Младший, также: Гийом II (фр. Guillaume Coustout (fils); 10 мая 1716, Париж — 2 октября 1777, Париж) — французский скульптор; сын и ученик Гийома Кусту Старшего, племянник скульптора Никола Кусту и брат Шарля-Пьера Кусту, юриста и архитектора короля. Мастер позднего стиля Людовика XIV и раннего неоклассицизма.

## Биография
Предназначенный для карьеры скульптора подобно своему отцу и дяде, он обучался в семейном ателье в Париже. В 1735 году получил Римскую премию Королевской академии живописи и скульптуры, что дало ему право в течение четырёх лет проходить обучение во Французской академии в Риме (1736—1740).
Гийом вернулся в Париж, где завершил к 1745 году знаменитых «Коней Марли» (Chevaux de Marly), начатых его отцом в 1743 году и неспособным закончить работу из-за преклонных лет и слабости здоровья. Поступив в Королевскую Академию живописи и скульптуры в Париже в 1742 году, в то время, когда его дядя был содиректором, Кусту Младший в 1746 году был назначен профессором, а затем ректором академии.
Гийом Кусту Младший долгое время находился в тени своих старших родственников, поэтому считалось, что он сделал менее блестящую карьеру, тем не менее, он остается одним из видных французских скульпторов середины XVIII века наряду с Луи-Клодом Вассе, Жан-Батистом Лемуаном, Жан-Батистом Пигалем, Жан-Жаком Каффиери и Огюстеном Пажу. Об этом свидетельствует количество заказов, которые он получал от королевского двора.
Кусту Младший создавал портретные бюсты, статуи и барельефы на библейские и Мифологические сюжеты, выполнял заказы просвещенного мецената, маркиза де Вуайе для его замка Анье, где работали многие выдающиеся художники того времени. Он сделал статую Аполлона для замка Бельвю, резиденции мадам де Помпадур в Мёдоне. Вместе с Мишель-Анж Слодцем он является автором части скульптурных композиций фронтонов Дворца Морского министерства (Hôtel de la Marine) и Отеля Крийон (Нôtel de Crillon) на Площади Согласия в Париже (в то время «площадь Людовика XV»), построенных Ж.-А. Габриэлем по заказу города Парижа и короля Людовика XV .
Он руководил строительством мавзолея дофина Людовика Французского, сына Людовика XV, в соборе Сент-Этьен (Св. Стефана) в Сансе. Среди его учеников были два неоклассических скульптора, Клод Дежу и Пьер Жюльен, а также молодой датский скульптор Йоханнес Видевельт.

## Галерея

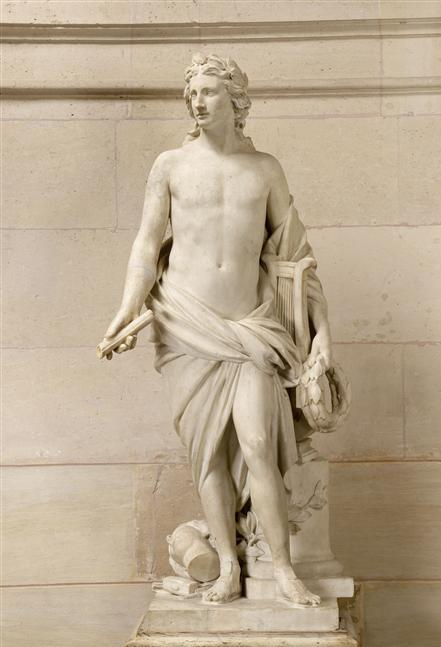
Статуя Аполлона для замка Бельвю. 1753. Мрамор. Версаль
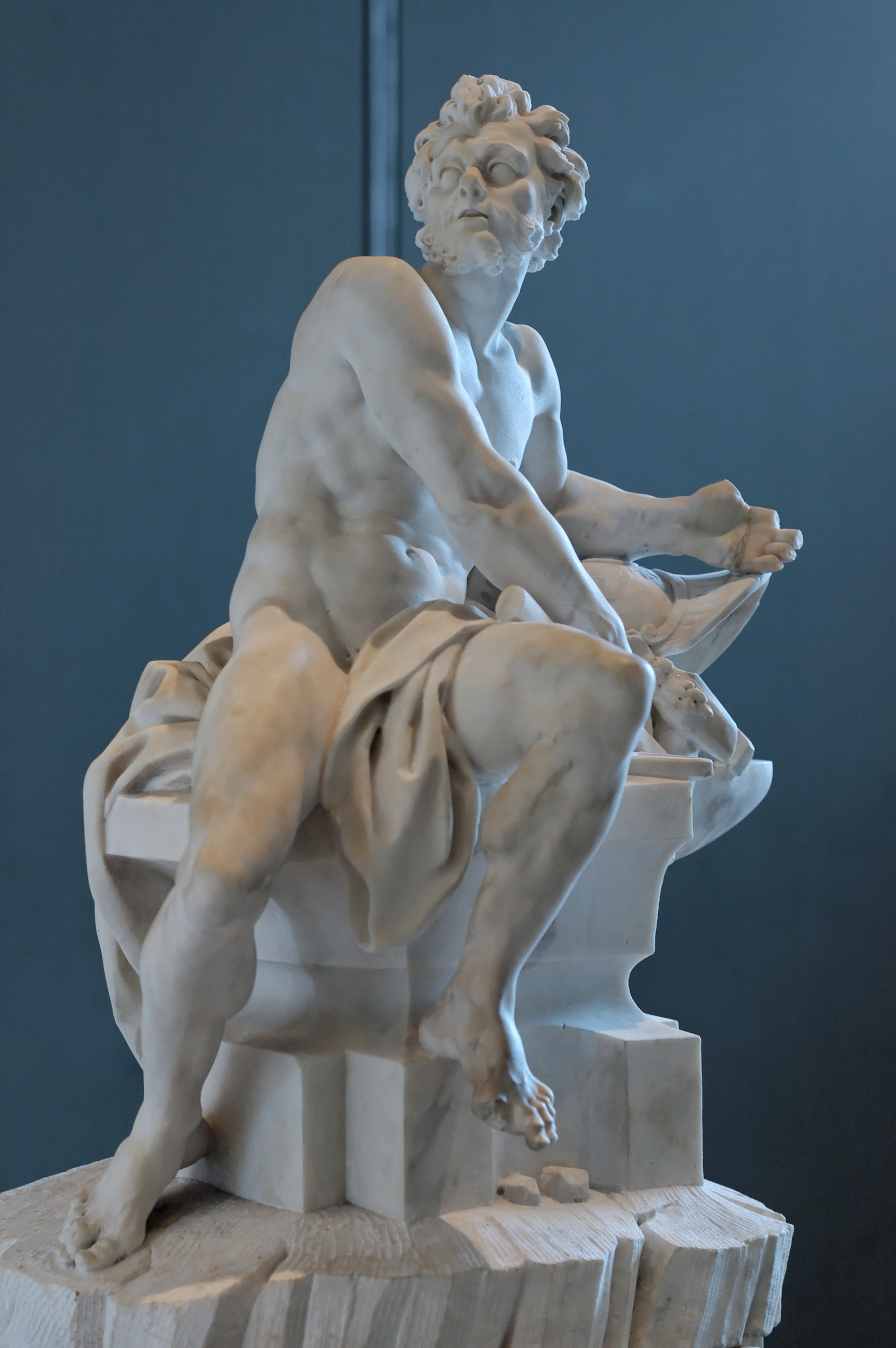
Вулкан. 1742. Мрамор. Лувр, Париж
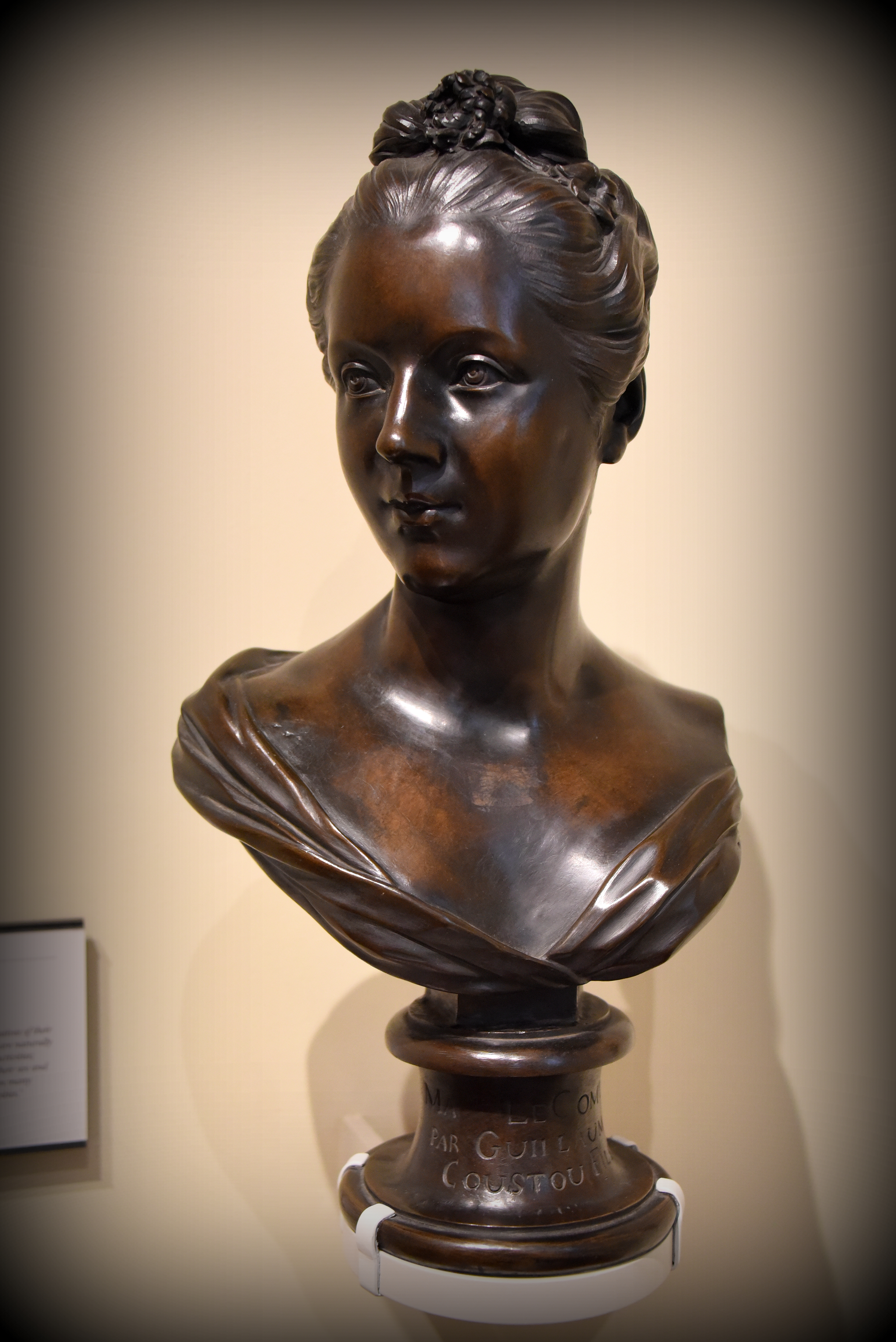
Бюст Маргариты Ле Конт. 1750. Бронза. Музей Виктории и Альберта, Лондон
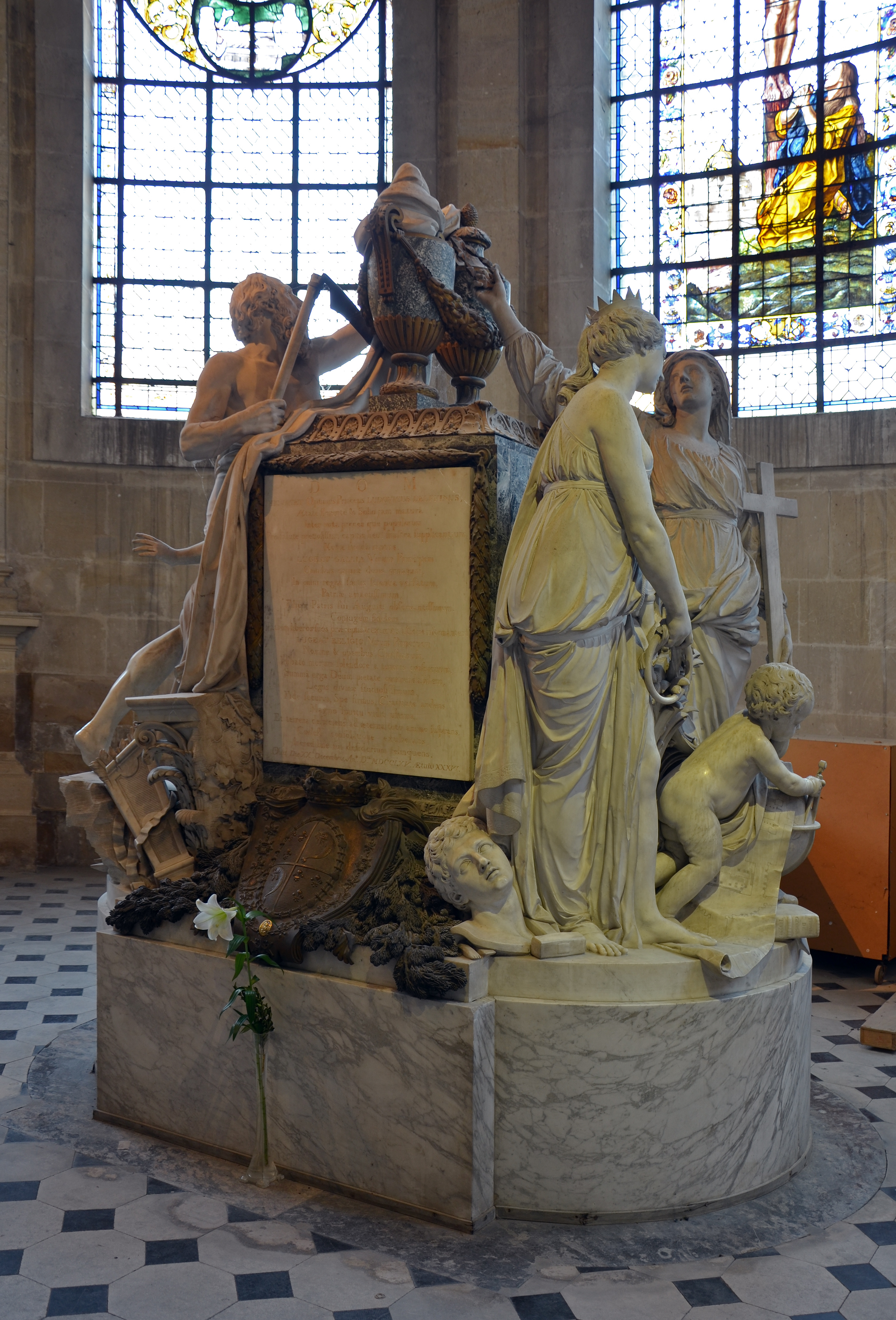
Кенотаф Мавзолея дофина Людовика Французского, сына Людовика XV, в соборе Сент-Этьен (Св. Стефана) в Сансе. 1777. Мрамор, бронза
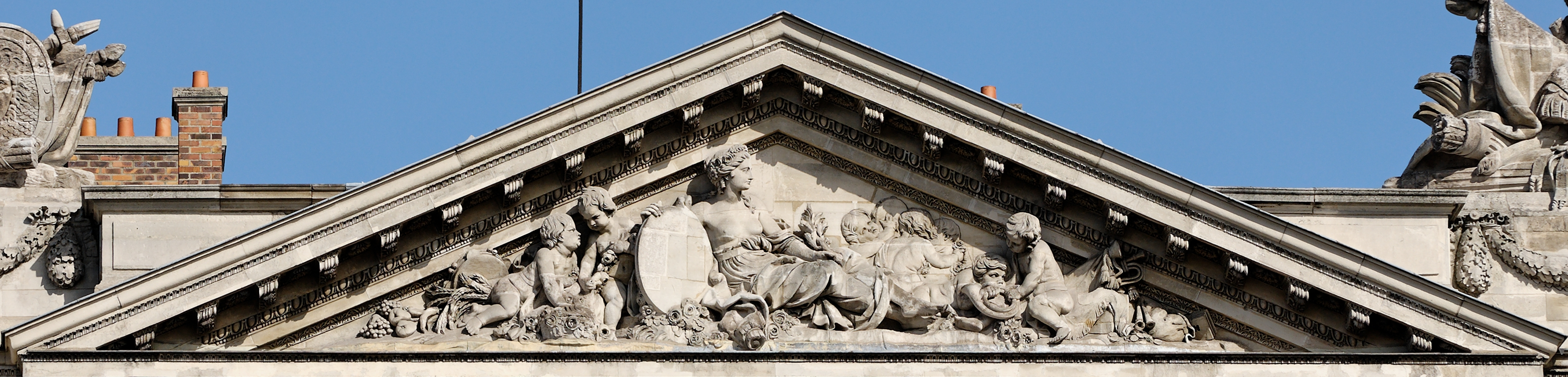
Скульптурная композиция  фронтона здания Морского министерства (совместно с М.-А. Слодцем). Площадь Согласия, Париж. 1758—1772